# Pontaix
Pontaix là một xã thuộc tỉnh Drôme trong vùng Auvergne-Rhône-Alpes ở đông nam nước Pháp. Xã Pontaix nằm ở khu vực có độ cao từ 315-1000 mét trên mực nước biển.